# Chalíl Džibrán

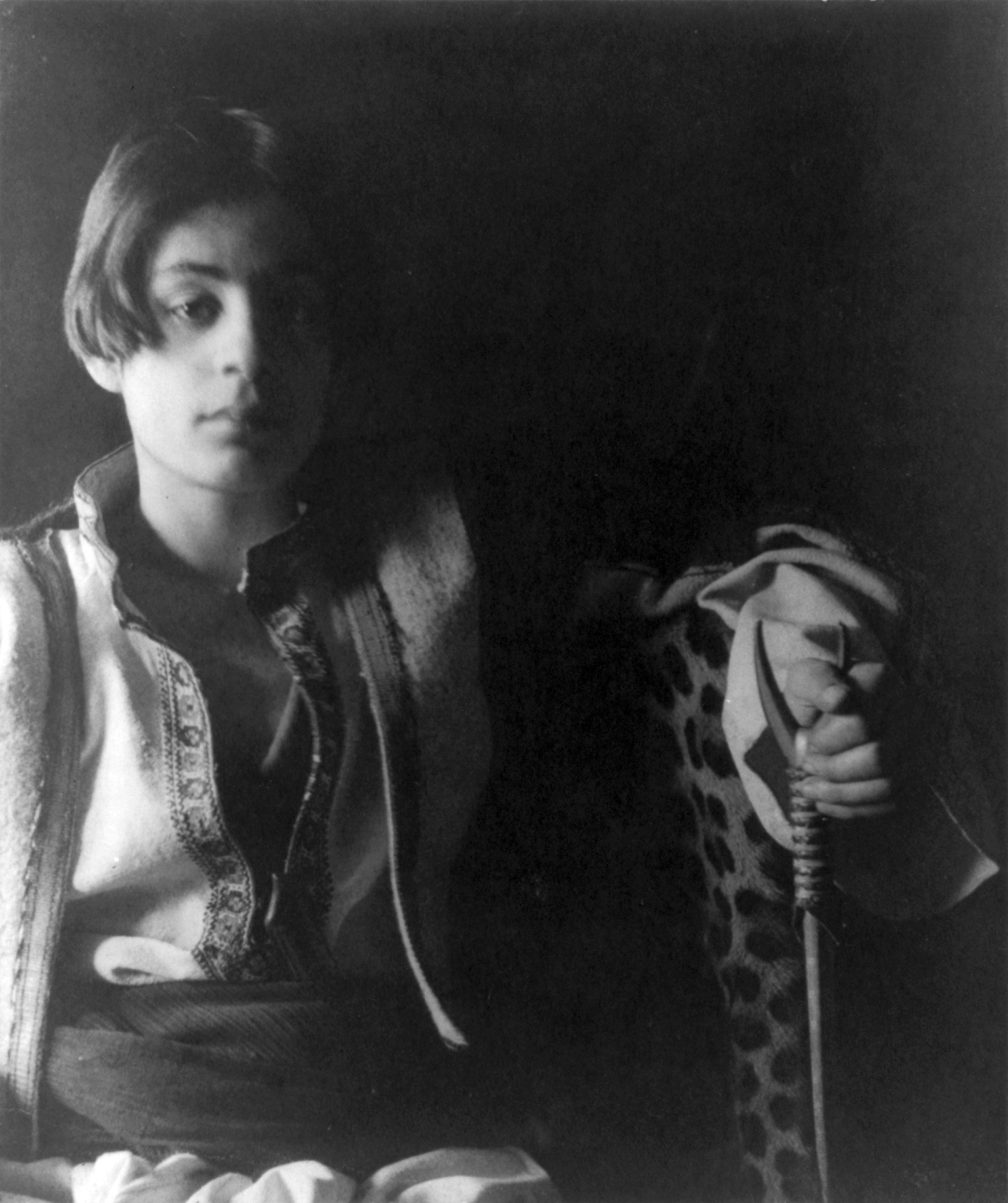
Chalíl Džibrán asi v roce 1898

Chalíl Džibrán, anglicky Khalil Gibran (6. ledna 1883 Bšarré – 10. dubna 1931 New York) byl původem libanonský, křesťanský malíř, básník a spisovatel, který strávil většinu života v USA. Zpočátku psal většinu své literární tvorby v arabštině, naopak díla publikována od roku 1918 byla téměř výlučně v angličtině. Proslavil se knihou básnivých esejů nazvanou Prorok, která prvně vyšla v roce 1923 a byla přeložena již do více než sta jazyků.

## Dětství v Libanonu
Chalíl Džibrán se narodil roku 1883 ve městě Bšarré v oblasti severního Libanonu v rodině maronitských křesťanů. Jelikož pocházel z velmi chudých poměrů, během svého mládí stráveného v Libanonu se mu nedostalo žádného oficiálního vzdělání. Nicméně navštěvovali jej kněží, kteří ho vzdělávali v oblasti arabského jazyka a učili jej o Bibli. Během tohoto období se začaly v hlavě Chalíla rozvíjet myšlenky, které se později objevily v jeho dílech (např. dílo Prorok).
Poté, co byl jeho otec uvězněn za podvody a daňové úniky, turecké úřady zkonfiskovaly jejich rodinný majetek. Džibránův otec byl propuštěn roku 1894, ale rodina neměla žádný domov, a proto se jeho matka Kamilah rozhodla následovat jeho strýce a emigrovat do USA, jeho otec se rozhodl v Libanonu zůstat. Tak tedy Kamilah spolu se svými dětmi Chalílem, jeho sestrami Marianou a Sultanou a polovičním bratrem Peterem (Butros) odcestovali do New Yorku 25. června 1895.

## Život v Americe
Toho času byla druhá největší libanonsko-americká komunita v Bostonu a jeho okolí, což bylo důvodem, proč se Džibránovi usadili právě zde. Aby jeho matka uživila rodinu, začala pracovat jako podomní prodejce. V Bostonu také začal Chalíl navštěvovat školu od 30. září 1895. Protože v Libanonu nenavštěvoval žádnou školu, byl v Americe zařazen do speciální třídy pro imigranty, kde byla rozšířená výuka angličtiny. Zde mu navrhl jeho učitel angličtiny jeho původní jméno poangličtit, aby bylo pro Američany lépe akceptovatelné. V důsledku tohoto vzniklo z původního Khalil slovo Kahlil. V dnešním západním světě je známý především pod jménem Kahlil Gibran.
Již v mládí upoutaly Džibránovy kresby jeho učitele, který jej představil známému avantgardnímu bostonskému malíři, fotografovi a nakladateli Fredu Hollandu Dayovi. Ten talentovaného mladíka v jeho malířských pokusech a kulturních projevech povzbuzoval a podporoval.
Roku 1898 se Džibrán rozhodl vrátit do své rodné země studovat arabskou literaturu. Téhož roku se rozhodl vydavatel Fred Holland Day použít některé Džibranovy kresby na přebal knihy.
Roku 1902 se však Chalíl dozvěděl, že jeho matce byla objevena rakovina a jeho sestra Sultana má tuberkulózu. Okamžitě se vydal na cestu, avšak přijel příliš pozdě. Sultana zemřela 4. dubna 1902 ve věku 14 let. Rok na to zemřel i jeho bratr Peter (Butros) 12. března 1903. Matka podstoupila operaci pro odstranění nádoru. Nakonec však 28. června zemřela také.
Mezitím Fred Holland Day a Josephine Peabody připravovali Džibranovu debutovou výstavu, která byla otevřena 3. května 1904 a byla široce uznávána. Umělec se tak ve svých 21 letech dočkal svého prvního výtvarného vystoupení. Během výstavy se setkal s Mary Elizabeth Haskell, ředitelkou Bostonské dívčí školy. Jejich vztah měl na jeho tvorbu zásadní vliv, protože právě na její popud začal psát v anglickém jazyce. Předtím psal pouze v arabštině a jí se povedlo postupem času zcela „přeměnit“ jeho práci. Mary byla v dospělém životě Džibrana nejvlivnější a nejdůležitější osobou.
Od roku 1904 začal publikovat v novinách, jeho první článek se jmenoval Vize a byl vydán v arabských novinách Al-Mouhajir, což v překladu znamená emigrant.
Za vydání čtvera příběhů nazvaného Odbojní duchové byl roku 1908 vyobcován z katolické církve. Roku 1909 odjel do Paříže na dvouroční studium výtvarného umění. Zde jej silně ovlivnil tehdy populární umělecký směr symbolismus. Neschopen akceptovat striktní pravidla výuky se rozhodl školu opustit a vydat se s Ameenem Rihanim na cestu do Londýna. V červnu se dozvěděl o smrti svého otce v Libanonu.
Po krátkém období cestování v zahraničí se roku 1910 vrátil do Ameriky, kde učinil Mary nabídku, ta však pro velký věkový rozdíl odmítla. Naštěstí tento fakt nijak neohrozil jejich přátelský vztah, který trval ještě dlouho poté. Roku 1912 napsal arabsky dílo Zlomená křídla, jež je zčásti autobiografické, pojednává o zklamání a lásce. Nadále Džibrán portrétoval, maloval, byl politicky aktivní proti turecké okupaci v Libanonu. V roce 1918 vydal své první anglické dílo Blázen (v originále Madman). Stal se populárním, žil společenský život. Inspiraci nacházel především v Nietzschem, boží moudrosti a východních kulturách. V roce 1920 založil společně se svými přáteli literární spolek Al-Rabitah Al-Qalamiyyah, v doslovném překladu Svaz pera, což přineslo prvky soucitnosti a pochopení nejen do jeho děl, ale také do tvorby mnoha jiných autorů jako jsou například Mikhail Naimy a Ameen Rihani. Spolek měl celkově obrovský vliv na usedlou arabskou literaturu a formu psaní nejen v Americe, ale na celém světě.
V roce 1928 navzdory prohibici hledal útěchu v alkoholu a stal se z něj alkoholik. Jeho zdraví se hroutilo a lékař konstatoval cirhózu jater. Džibrán ignoroval rady lékařů, namísto toho se dal na pití tvrdého alkoholu a ponořil se sám do sebe a své práce. V listopadu napsal své nejrozsáhlejší dílo Ježíš, syn člověka.
Džibrán zemřel roku 10. dubna 1931 v newyorské nemocnici ve věku 48 let v důsledku rozšiřující se rakoviny jater. Ještě před svou smrtí vyslovil přání, že chce být pohřben ve své rodné zemi, Libanonu. Toto přání mu bylo splněno roku 1932, kdy jeho sestra Mariana a Mary Haskell koupily klášter Mar Sarkis[zdroj?] (Zgharta-Libanon).

## Díla
Uvedená Džibránova díla jsou řazena chronologicky:
- Al-Músíqa (Hudba) – knižní prvotina
- Údolí nymf
- Odbojní duchové
- Zlomená křídla
- Slzy a úsměv
- Blázen
- Zvěstovatel
- Prorok
- Nové a podivuhodné
- Písek a pěna
- Ježíš, syn člověka
- Bohové země (vydání se autor nedožil)
- Poutník
- Zahrada Prorokova

## Česká vydání
- Marta z Bánu – in: 1000 nejkrásnějších novel... č. 3, úvod František Sekanina, přeložil Karel Nebeský, s. 92–99. Praha: J. R. Vilímek, 1911
- Prorok – přeložil Oldřich Hlaváč. Praha: Prota, 1932
- Prorok. Zahrada prorokova – přeložili Eliška a Boris Merhautovi. Praha: Vyšehrad, 1990
- Blázen a jiné paraboly – přeložil a doslov napsal Svetozár Pantůček; ilustrace a obálka Jaroslava Bičovská. Praha: Dar Ibn Rushd, 1994
- Zlomená křídla – z němčiny přeložil Josef Hermach. Praha: Synergie, 1996
- Bohové země – přeložila a poznámku o autorovi napsala Eliška Merhautová. Praha: Trigon, 1996
- Písek a pěna: knížka aforismů a parabol – přeložila a doslov napsala Eliška Merhautová. Praha: Vyšehrad, 1998
- Slova jako ranní červánky – překlad Iva Daňková, Josef Daněk, Eliška Merhautová: Praha: Vyšehrad, 2000
- Prorok – přeložila Jana Žlábková. Praha: Pragma, 2001
- Prorok – přeložila a doslov napsala Dagmar Steinová. Praha: Academia, 2002
- Poutník: jeho podobenství a výroky – přeložila Vlasta Hesounová; ilustrace Johana Vojnárová Hrabíková. Praha: Vyšehrad, 2006
- Slzy a úsměv – přeložila Vlasta Hesounová. Praha: Vyšehrad, 2006
- Bohové země – přeložil Martin Pokorný; ilustrace Johana Hrabíková Vojnárová. Praha: Vyšehrad, 2007
- Prorok – přeložila Pavla Piňosová: Praha: DharmaGaia, 2009
- Ježíš: syn člověka: jeho slova a činy očima těch, kdo jej znali – přeložila Marie Čapková. Praha: Vyšehrad, 2012
- Moderní libanonské povídky – Džibrán Chalíl Džibrán a ti druzí. Brandýs n. L., Dar Ibn Rushd, 2013
- Zvěstovatel: jeho podobenství a básně – Marie Čapková; ilustrace Johana Hrabíková Vojnárová.
- Údolí nymf – přeložila Marie Čapková. Praha: Vyšehrad, 2014